# Antiochenischer Text

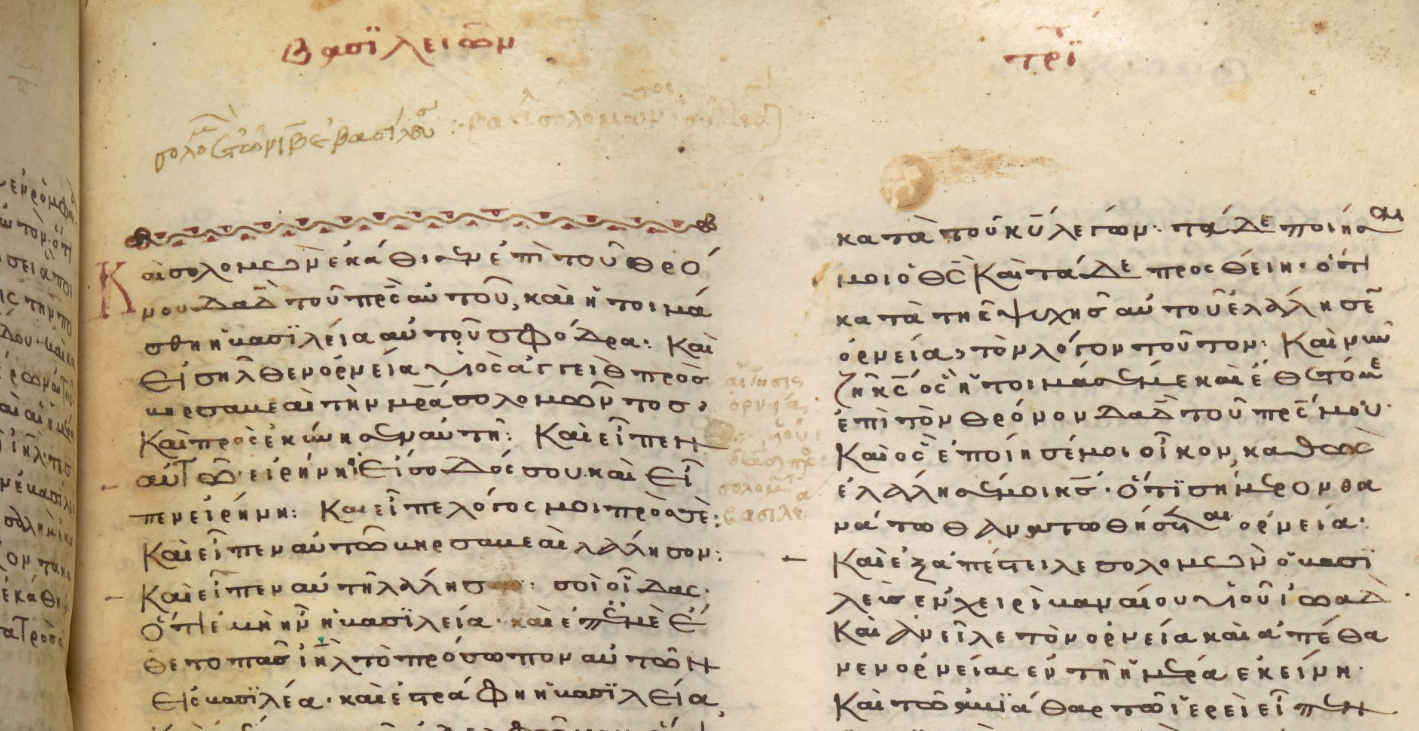
Eine Handschrift des antiochenischen Textes aus dem 13. Jahrhundert (Royal MS 1 D. II der British Library = Rahlfs 93): Anfang des 3. Buchs der Königtümer (=1Kön 2,12ff.)

Der antiochenische Text ist diejenige Textfassung der Septuaginta, die von den antiochenischen Kirchenvätern, insbesondere von Johannes Chrysostomus und Theodoret, benutzt wurde. Seine Entstehung wird traditionell mit Lukian von Antiochia in Verbindung gebracht, deshalb heißt diese Textfassung auch lukianischer Text bzw. lukianische Revision.

## Geschichte
Die Geschichte des Septuagintatextes ist, soweit sie sich zurückverfolgen lässt, von großer Varianz zwischen den einzelnen Textzeugen gekennzeichnet. Dabei ist in der Forschungsgeschichte die Frage von besonderem Interesse, ob eine dieser Textformen den anderen gegenüber als ursprünglicher zu gelten hat.

### Das Zeugnis des Hieronymus
Hieronymus (347–420) hat in der Vorrede zu seiner lateinischen Übersetzung der Chronik die Abweichungen zwischen den griechischen Handschriften als Rechtfertigung für seine Übersetzung aus dem Hebräischen angeführt. Nach Hieronymus war der ursprüngliche Text der Septuaginta zu seiner Zeit schon nicht mehr zu finden. Die Vielzahl der Handschriften führt er in einer bis heute einflussreichen Schematisierung auf drei Rezensionen zurück, die in verschiedenen Regionen vorherrschten:

“Alexandria et Aegyptus in Septuaginta suis Hesychium laudat auctorem, Constantinopolis usque Antiochiam Luciani martyris exemplaria probat, mediae inter has provinciae palestinos codices legunt, quos ab Origene elaboratos Eusebius et Pamphilius vulgaverunt, totusque orbis hac inter se trifaria varietate conpugnat.”

„Alexandrien und Ägypten loben bei ihrer Septuaginta Hesych als Autor, von Konstantinopel bis Antiochien heißt man die Ausgaben des Märtyrers Lukian gut, die Provinzen dazwischen lesen die palästinischen Codices, die Eusebius und Pamphilus, nachdem sie von Origenes erarbeitet worden waren, in Umlauf gebracht haben, und der ganze Erdkreis liegt im Widerstreit aufgrund dieser dreifachen Verschiedenheit.“

Die zuletzt genannte hexaplarische Rezension (vgl. Hexapla) des Origenes († 254) ist eine sichere textgeschichtliche Größe, die Hieronymus persönlich aus Palästina (den „Provinzen dazwischen“) kannte. Dass sie auf einer sekundären Bearbeitung anhand des hebräischen Textes bzw. der jüngeren griechischen Übersetzungen beruht, ist unumstritten.
Eine hesychianische Rezension (von Hieronymus an erster Stelle genannt) ließ sich dagegen bislang nicht nachweisen. Hieronymus ist der einzige Autor, der einen Hesychios als deren Verfasser nennt. In den Büchern, bei denen sich eine bestimmte ägyptische (bzw. alexandrinische) Textform zeigt, erweist sich diese nicht als Rezension, sondern steht nah am ursprünglichen Text.
Die von Hieronymus als „von Konstantinopel bis Antiochia herrschend“ genannte lukianische Rezension ist hingegen eindeutig bestimmbar. Es ist die Textform, die durchgängig in den Schriften der antiochenischen Kirchenväter des 4.–5. Jahrhunderts, vor allem bei Johannes Chrysostomos und Theodoret von Kyrrhos, zitiert wird. Diese ist für die meisten Bücher der Septuaginta auch in einer Gruppe von Handschriften bezeugt, und sie weist deutlich Merkmale einer späteren Bearbeitung auf. Wie die anderen Textformen hat auch diese in einigen Fällen (insbesondere in Teilen der Bücher der Königtümer) einen älteren Text bewahrt.

### Das Zeugnis des Chrysostomos
Johannes Chrysostomos selbst beruft sich ausdrücklich auf die Rezensionstätigkeit des Lukian von Antiochia († 312). Josef Ziegler verweist dazu auf einen Abschnitt im nur armenisch überlieferten zweiten und größeren Teil seines Jesajakommentars. In Jes 9,6  gibt nämlich die unrevidierte Septuaginta den hebräischen Text so frei wieder (Jes 9,6 ), dass die Hoheitstitel des angekündigten Heilskönigs nicht mehr erkennbar sind. In der lukianischen Rezension werden diese in einem Zusatz rezensionell nachgetragen. Chrysostomos nun lobt in seinem Kommentar zur Stelle die längere lukianische Lesart ausdrücklich als gegenüber der palästinischen besser und korrekter, nicht nur, weil sie der orthodoxen Christologie dient, sondern auch weil der bewunderungswürdige Märtyrer Lukian hier durch die Heranziehung der anderen Übersetzungen Verlorengegangenes bewahrt habe. Die lukianische Lesart hat an dieser Stelle auch in die orthodoxe Lesung Eingang gefunden.

“Propterea admirandus est Lucianus martyr qui reliquas (partes) bene excerpsit et collocavit.”

„Vor allem ist der Märtyrer Lukian zu bewundern, der die übriggebliebenen (Teile) gut herausgezogen und zusammengestellt hat.“

Da der größte Teil des Jesajakommentars nur in armenischer Übersetzung überliefert ist, ist dessen Authentizität bestritten worden. Natalia Smelova hat aber mit dem Verweis auf das Exil Chrysostomos’ im kleinarmenischen Cucusus wahrscheinlich gemacht, dass die griechische Originalhandschrift schon bald nach ihrer Fertigstellung zur Übersetzung nach Armenien gebracht worden sein kann.

### Protolukianischer Text
In den sogenannten Kaige-Abschnitten der Bücher der Königtümer gibt es oft Übereinstimmungen zwischen dem antiochenischen Text und der Vetus Latina sowie mit der Darstellung in den Antiquitates Iudaicae des Flavius Josephus gegen die Kaige-Revision. Diese Übereinstimmungen müssen deshalb vorlukianisch sein. Inwiefern es sich dabei um unabhängige Bezeugung der ältesten griechischen Übersetzung oder um einen spezifischen protolukianischen Text handelt (so Frank Moore Cross), ist in der Forschung umstritten.

## Handschriften
Die meisten Handschriften des antiochenischen Textes sind relativ jung. Da eine Handschrift nur selten die ganze Bibel enthielt, und eine Handschrift, die Bücher aus mehreren Kanonteilen enthält, oft aus verschiedenen Vorlagen kopiert wurde, sind für jeden Kanonteil andere Handschriften für die Rekonstruktion des antiochenischen bzw. lukianischen Textes heranzuziehen.

### Handschriften des antiochenischen Textes der Bücher der Königtümer
Fünf Minuskelhandschriften enthalten den vollständigen antiochenischen Text der vier Bücher der Königtümer:
| 19  | b’ bzw. b | Vatikanische Bibliothek          | Rom    | Chig. R. VI. 38 | 159r |
| 82  | o         | Bibliothèque nationale de France | Paris  | Coisl. 3        | 165r |
| 93  | e2        | British Library                  | London | Royal 1 D. II   | 3r   |
| 108 | b bzw. b  | Vatikanische Bibliothek          | Rom    | Vat. gr. 330    | 224r |
| 127 | c2        | Synodal-Bibliothek               | Moskau | Gr. 31          | 247v |

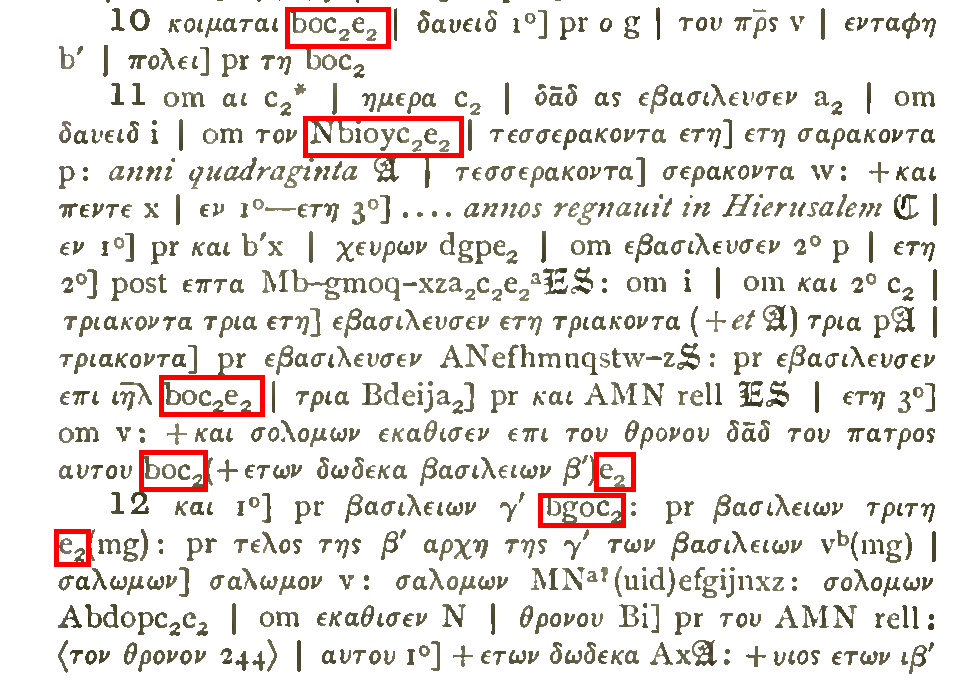
Die antiochenischen Handschriften (boc_{2}e_{2}) im Apparat der Septuaginta-Ausgabe von Brooke/McLean zu

Die Rahlfs-Siglen gehen bereits auf die Ausgabe von Holmes-Parsons zurück und werden auch von der Madrider Ausgabe verwendet. Die Siglen von Brooke-McLean sind vor allem deshalb von Bedeutung, da bis zum Erscheinen der entsprechenden Bände der Göttinger Septuaginta keine andere kritische Ausgabe vorliegt, die vollständig sowohl den Text des Codex Vaticanus als auch den antiochenischen bzw. lukianischen Text enthält. Hier ist im Apparat die Kürzelkombination boc2e2 charakteristisch, siehe die Abbildung.
Einige weitere Handschriften enthalten Lesarten des antiochenischen Textes bzw. sind nur fragmentarisch erhalten. Aufgrund seines Alters von besonderer Bedeutung ist der Codex Zuqninensis (Rahlfs-Siglum Z), ein Palimpsest, das heute teilweise in Rom, teilweise in London aufbewahrt ist. Es enthält in der aus dem 5.–7. Jahrhundert stammenden unteren Schrift antiochenischen Text verschiedener Bücher, darunter auch aus dem 3. Buch der Königtümer.
Darüber hinaus bezeugen zwei kirchenslawische Handschriften den antiochenischen Text in Übersetzung.

### Handschriften des antiochenischen Textes der Prophetenbücher
Josef Ziegler nennt die folgenden Handschriften für die „lukianische Hauptgruppe“ L in den Prophetenbüchern:
| Rahlfs-Sigel | Bibliothek                       | Ort        | Signatur                 | Jahrhundert |
| ------------ | -------------------------------- | ---------- | ------------------------ | ----------- |
| 22           | British Library                  | London     | Royal 1 B. II            | XI–XII      |
| 36           | Vatikanische Bibliothek          | Rom        | Vat. gr. 347             | XI          |
| 48           | Vatikanische Bibliothek          | Rom        | Vat. gr. 1794            | X–XI        |
| 51           | Biblioteca Laurenziana           | Florenz    | Plut. X 8                | XI          |
| 96           | Königliche Bibliothek            | Kopenhagen | Ny Kgl. Saml., 4°, Nr. 5 | XI          |
| 231          | Vatikanische Bibliothek          | Rom        | Vat. gr. 1670            | X–XI        |
| 719          | Biblioteca Nazionale             | Turin      | B. I. 2                  | IX–X        |
| 763          | Bibliothek des Klosters Vatopedi | Athos      | 514                      | XI          |

## Ausgaben
- Paul de Lagarde: Librorum Veteris Testamenti canonicorum pars prior. Göttingen 1883. (Genesis–Esther)
- Natalio Fernández Marcos, José Ramón Busto Saiz (Hrsg.): El texto antioqueno de la Biblia griega Band I (Libros 1-2 Samuel), Madrid 1989 ISBN 978-84-00-06971-1; Band II (Libros 1-2 Reyes), Madrid 1992, ISBN 978-84-00-07255-1, Band III (1-2 Crónicas), Madrid 1996, ISBN 84-00-07585-4. (1–4 Königtümer und Chronik)